# Francesca DeMeo
Francesca DeMeo ou Francesca E. DeMeo, est une docteure astrophysicienne américaine chercheuse conférencière spécialisée dans l’étude des corps célestes du Système solaire, dont plus particulièrement les petits corps astéroïdes, comètes, lunes. Elle est l’auteure du système moderne de classification taxonimique des astéroïdes et a apporté avec Schelte J. Bus et Benoît Carry une nouvelle vision de la ceinture d'astéroïde principale. Elle a suivi parallèlement à l’astronomie des activités entrepreneuriales.

## Jeunesse et études
À l’âge de 18 ans, Francesca DeMeo poursuit des études approfondies de physique et de la Terre au Massachusetts Institute of Technology de Cambrigde jusqu’en 2006. Elle obtient plusieurs licences : Sciences mention physique et Sciences mention Terre, atmosphère et les planètes.
De 2006 à 2007, elle obtient un Master en sciences planétaires dont les petits corps célestes, astéroïdes, comètes, lunes…

Great Dome, Massachusetts Institute of Technology

Son contributif potentiel à l’étude du planétaire et ses relations internationales en astronomie et astrophysique est récompensé par une  bourse, Fulbright Advanced Student, afin de poursuivre en 2007 et 2008 un doctorat à l'Observatoire de Paris à Meudon sur l'étude des petits corps dans le Système solaire. Elle reçoit en 2009 une bourse d'excellence Eiffel pour soutenir sa dernière année universitaire doctorante.
Publication en 2009 du système de classification taxonomique des astéroïdes Bus-Demeo. Ce système est devenu la référence dans la classification spectrale des astéroïdes.
Elle obtient son doctorat en astronomie physique en 2010. Sa soutenance de thèse sur les petits corps solaires est : La variation de la compositionnelle des petits corps à travers le système solaire. Ses codirecteurs de thèse sont Maria Antonella Barucci et Richard P. Binzel,.

## Vie professionnelle
Francesca DeMeo aime se mettre constamment au défi mentalement et physiquement et va ainsi pratiquer deux activités professionnelles, une activité scientifique complétée par une activité entrepreneuriale,. Francesca est restée une proche collaboratrice de son professeur du MIT, Richard Binzel.

### Astronomie et Astrophysique
Elle est employée comme associée postdoctorale de septembre 2010 à août 2013 au MIT Cambridge.
En 2011, participation au projet MITHNEOS,.
En 2012, son début de carrière est favorisé par une bourse de la NASA Planetary Science Early Career Fellow valable jusqu'en 2015. Cette bourse facilite l'intégration de nouveaux chercheurs en sciences planétaires. Elle intervient auprès de l’ESA en Espagneet à l’Observatoire de Paris.
En 2013, classification et caractérisation des astéroïdes avec Gaia et membre du comité scientifique d'organisation pour les réunions prospectives et prédictives du système Pluton avant l’exploration de New Horizons.
Elle est sélectionnée par la NASA et STScl pour un programme de bourses Hubble en tant que fellowship jusqu’en décembre 2014,.
En 2017 Collaboration à la mission d'études SmallSat « Chariot Chariot to the Moons of Mars », Membre du conseil consultatif, Planetary Resources Inc et secrétaire du Conseil d'Administration de la MIT Federal Credit Union.

#### Information et formation professionnelle et grand public
Francesca DeMeo est sollicitée pour des événements et interventions liés à ses compétences planétaires.
L'événement 2009 est la déclaration de l'année internationale de l’astronomie, elle intervient également pour l’astéroïde potentiellement dangereux, conférences en langue espagnole écoles de Porto Rico,,.
Mars 2010 Interview à l'occasion du 80e anniversaire de la découverte de Pluton à la radio France Culture.
En 2011 interview sur les objets géocroiseurs et la dangerosité des astéroïdes pour le The Boston Globe.
2014-2015 séminaires et conférences Harvard, JPL, Université de Boston, Interviewée pour Nature Research et présenté sur NPR, CNN, Space.com, Discovery.com, Boston Globe,.
En 2016, plusieurs conférences et débats  à l'Observatoire de la Côte d’Azur, University of Rochester, Perdue University, Institut de technologie de Tokyo et Union japonaise des géosciences (JpGU), Department of Terrestrial Magnetism, Carnegie Institute.
Février 2017 Interviewé pour la NHK, la télévision publique japonaise.
Elle a apporté avec Benoît Carry une nouvelle vision de la ceinture d'astéroïde principale.

## Entreprises
Son expertise dans l’identification, la structuration des problèmes et l’analyse des données l’a avantagée dans ses entreprises commerciales.
En 2011, Francesca DeMeo est cofondateure, CIO de Cambridge Select, Inc., une société de commerce électronique,. La même année, elle est membre bénévole du conseil d'administration de la Governor's Academy et y reste jusqu'en 2021,.
En janvier 2016, elle figure dans le palmarès de Magazine Inc. des 500 entreprises américaines privées à la croissance la plus rapide.

## Prix et distinctions
1. 2006 Prix Christopher Goetze[37]
2. 2012 Astéroïde à son nom  DeMeo (8070)[38].
3. 2013 Bourse Hubble[15].
4. 2018 Prix Harold Clayton Urey émis par Division des sciences planétaires de l'American Astroical Society[39].
5. 2018 La Division de Planétologie de l'American Astronautical Society lui décerne le Prix  Harold C. Urey. « En reconnaissance de la vaste compréhension fondamentale de l'étude des corps du système solaire à l'aide du système moderne de classification des astéroïdes qui porte son . »[39],[40].

## Publications dans des revues scientifiques
Experte indépendante pour l’évaluation de manuscrits scientifiques au The Astrophysical Journal Letters APJL, Icarus, A&A, The Astroical Journal AJ, PSS, Monthly Notices of the Royal Astroical Society MNRAS, Science, Nature.
Ses recherches sont publiées entre-autres dans les revues scientifiques Nature et Icarius.

### Auteure principale
1. Comets in the near-Earth Object Population, 2008.
2. An extension of the Bus asteroid taxonomy into the near-infrared, 2009.
3. Visible and near-infrared colors of TNOs and Centaurs from the second ESO large program, 2009.
4. Compositional differences between meteorites and near-Earth asteroids, 2009.
5. A search for ethane on Pluto and Triton, 2010.
6. Surface properties of icy transneptunian objects from the second ESO large program. Icy Bodies of the Solar System, 2010.
7. A spectroscopic analysis of Jupiter-coupled object (52872) Okyhroe, and TNOs (90482) Orcus and (73480), 2010.
8. A spectral comparison of (379) Huenna and its satellite, 2011.
9. The taxonomic distribution of asteroids from multi-filter all-sky photometric surveys, 2013.
10. Mars Encounters cause fresh surfaces on some near-Earth asteroids, 2014.
11. Solar System evolution from compositional mapping of the asteroid belt, 2014.
12. Unexpected D-type Interlopers in the Inner Main Belt, 2014.
13. Spectral variability of Charon’s 2.21-lm feature, 2015.
14. The Compositional Structure of the Asteroid Belt, 2015.
15. Meteorites: A shift in shooting stars, 2017.
16. Meet the primordial asteroid family, 2017.

### Coauteure
1. Composition of the L5 Mars Trojans: Neighbors, Not Siblings, 2007.
2. Observations of X/M asteroids across multiple wavelengths, 2008.
3. Compositional differences between meteorites and near-Earth asteroids, 2008.
4. Stratification of methane ice on Eris’ surface, 2008.
5. Spectral Properties and Composition of Potentially Hazardous Asteroid (99942) Apophis, 2009.
6. Visible spectroscopy of the new ESO Large Program on Trans-Neptunian Objects and Centaurs: final results,2009.
7. Earth encounters as the origin of fresh asteroid surfaces, 2010.
8. Colors and taxoy of Centaurs and trans-Neptunian objects, 2010.
9. Spectroscopy of B-type asteroids: Subgroups and meteorite analogs, 2010.
10. Resolved spectroscopy of Mercury in the Near-IR with SpeX/IRTF, 2010.
11. Almahata Sitta (=asteroid 2008 TC3) and the search for the ureilite parent body, 2010.
12. Chemical and physical properties of the variegated Pluto and Charon surfaces, 2010.
13. New insights on ices in Centaur and Transneptunian populations, 2011.
14. Integral-field spectroscopy of (90482) Orcus-Vanth, 2011.
15. Spectral properties of eight near-Earth asteroids Popescu, 2011.
16. Asteroid (101955) 1999 RQ36: Spectroscopy from 0.4 to 2.4 µm and meteorite analogs, 2011.
17. Physical Characterization and Origin of Binary Near-Earth Asteroid (175706) 1996 FG3, 2012.
18. Spectral and spin measurement of two, super-fast and super-small, Earth grazing asteroids, 2012.
19. 2011 HM102: Discovery of a high-inclination L5 Neptune Trojan in the search for a post-Pluto New Horizon target, 2012.
20. Rotational characterization of Hayabusa II target Asteroid (162173) 1999 JU3, 2012.
21. Observations of “fresh” and weathered surfaces on asteroid pairs and their implications on the rotational-fission, 2014.
22. Evolution from protoplanetary to debris discs: the transition disc around HD 166191, 2014.
23. Multiple and Fast: The Accretion of Ordinary Chondrite Parent Bodies, 2014.
24. Rotationally resolved spectroscopy of asteroid pairs: No spectral variation suggests fission is followed by settling of dust, 2014.
25. Asteroid Family Physical Properties, 2014.
26. Asteroids: Recent Advances and New Perspectives, 2015.
27. The surface compositions of Pluto and Charon, 2015.
28. The small binary asteroid (939) Isberga, 2015.
29. Interplanetary Dust Particles as Samples of Icy Asteroids, 2015.
30. Spectral slope variations for OSIRIS-REx target Asteroid (101955) Bennu: Possible evidence for a fine-grained regolith equatorial ridge, 2015.
31. Compositional characterisation of the Themis family, 2016.
32. Visible spectroscopy of the Polana-Eulalia family complex: Spectral homogeneity, 2016.
33. A 2 km-size asteroid challenging the rubble-pile spin barrier - A case for cohesion. Polishook, 2016.
34. Spectral properties of near-Earth and Mars-crossing asteroids using Sloan photometry, 2016.
35. Portrait of the Polana-Eulalia family complex: Surface homogeneity revealed from near-infrared spectroscopy, 2016.
36. Compositional Homogeneity of CM Parent Bodies, 2016.
37. The Mission Accessible Near-Earth Objects Survey (MANOS): First Photometric Results, 2016.
38. Near-infrared thermal emission from near-Earth asteroids: Aspect-dependent variability, 2017.
39. The compositional diversity of non-Vesta basaltic asteroids, 2018.
40. Space weathering trends on carbonaceous asteroids: A possible explanation for Bennu's blue slope?, 2018.
41. Resurfacing asteroids from YORP spin-up and failure, 2018.
42. Spectral properties of binary asteroids, 2018.
43. Spectral reflectance “deconstruction” of the Murchison CM2 carbonaceous chondrite and implications for spectroscopic investigations of dark asteroids, 2018.
44. A new approach to feature-based asteroid taxonomy in 3D color space, 2022.